# Акинфов, Фёдор Владимирович
Фёдор Владимирович Акинфов (1789—1848) — генерал-майор, тайный советник, сенатор, герой Отечественной войны 1812 года.

## Биография
Родился 23 июня (4 июля) 1789 года в семье представителя древнего дворянского рода Акинфовых: сын киржачского уездного предводителя дворянства Владимира Алексеевича Акинфова, двоюродный брат А. С. Грибоедова, дядя симбирского губернатора Владимира Акинфова.
Детство провёл в родовом имении Завалино во Владимирской губернии. В службу вступил в 1806 году: 20 ноября поступил юнкером в лейб-гвардии Гусарский полк; в 1807 году в чине корнета участвовал в войне четвёртой коалиции.
В 1812 году Акинфов в чине штабс-ротмистра принимал участие в отражении нашествия Наполеона в Россию; 9 ноября был награждён орденом св. Георгия 4-й степени (№ 1082 по кавалерскому списку Судравского и № 2449 по списку Григоровича — Степанова)
В воздаяние ревностной службы и отличия, оказанного в сражении против французских войск 1812 года ноября 3, 4, 5, 6, 7 и 9 при Красном, где, ударив с эскадроном на неприятельскую колонну, расстроил оную и преследовал быстро.
Вслед за тем 6 ноября 1812 года он был произведён в ротмистры.
В Заграничной кампании 1813—1814 годов Акинфов также имел неоднократный случай отличиться и 3 июня 1813 года был награждён золотым оружием с надписью «За храбрость».
1 января 1816 года Акинфов был произведён в полковники и 28 декабря 1817 года получил в командование Переяславский конно-егерский полк, куда был переведён 1 июля 1817 года. В августе 1824 года (по другим данным — 1823[уточнить]) он был произведён в генерал-майоры; 30 августа 1824 года назначен командиром 1-й бригады 2-й драгунской дивизии. Некоторое время спустя возглавил и саму эту дивизию.
В 1825—1826 годах Акинфов на основании показаний Артамона Муравьёва привлекался к следствию по делу декабристов: он якобы являлся членом «Военного общества», предшествовавшего «Союзу благоденствия», но император Николай I повелел оставить без внимания.
В 1828—1829 годах принимал участие в русско-турецкой войне; был награждён золотой саблей с алмазами, орденом Св. Владимира уже 3-й степени и орденом Св. Анны 1-й степени.
10 февраля 1830 года Акинфов вышел в отставку. Владел имениями в Суздальском, Ковровском, Покровском и Юрьевском уездах Владимирской губернии и 22 декабря 1832 года был избран суздальским уездным предводителем дворянства; с 9 января 1833 года занимал должность владимирского губернского предводителя дворянства. С 26 августа 1835 года — тайный советник.
17 апреля 1837 года Акинфов был назначен сенатором и был определён присутствующим 7-го московского (по другим данным — 8-го[уточнить]) департамента Правительствующего Сената; награждён орденом Св. Александра Невского. С января 1848 года до своей смерти Акинфов был первоприсутствующим 2-го отделения 6-го московского департамента Сената. С января 1839 года одновременно являлся почётным опекуном Московского опекунского совета и управляющий Мариинской больницей, а с 1841 года — членом совета Екатерининского и Александровских училищ[уточнить] в Москве, член Комиссии о построении храма Христа Спасителя (с 7.10.1846).
Скончался 30 июня 1848 года в Москве, похоронен на кладбище Покровского монастыря. 

## Семья
Жена (с 1820 года) — Наталья Александровна Римская-Корсакова (23.01.1791—01.04.1848), фрейлина двора (19.12.1817), дочь камергера А. Я. Римского-Корсакова от его брака с известной на всю Москву М. И. Наумовой. В молодости отличалась красотой, в поклонниках у неё недостатка не было, но серьезных намерений никто не обнаруживал. Одно время за ней ухаживал Орлов. По словам её матери, «он Пенелопе (Наталье) куры строил, но ничего из этого не вышло солидного, или, лучше сказать, его родные разбили, т. е. графиня А. Орлова». Позже Натальей Александровной был увлечен А. Д. Олсуфьев и князь Н. С. Меншиков, но «Пенелопе все было не по вкусу, и она капризничала». «Наташа так растолстела, — писала её мать, — что мочи нет, совсем стала баба, на мамзель не похожа; все платья брось, нечего надеть, все надо новые шить... Она вялая, любит сидеть дома (поэтому мать звала ее Пенелопой), рада-радехонька, когда зуб разболится или сделается флюс, чтобы не ехать на бал... И у неё удивительное счастье на женихов, которые нимало не похожи на порядочных людей». Первый — «какой-то купчик, Барышников», другой влюбленный — «старый дурак Волконский» и наконец Талызин. «Вот трое почти вдруг, один одного хуже». 
Осенью 1817 года Римская-Корсакова с дочерью Наташей, в числе других дам московского дворянства, представилась государю и обеим государыням. На следующий день они были на балу во дворце, Наталья Александровна с князем Трубецким открывала бал. «Она была больше мертвая, чем живая, потом шла с государем польский, и государь очень восхищался её красотой». На масленицу 1819 года, на балу, в неё влюбился приехавший в отпуск из Тамбова полковник Акинфов. По словам А. Я. Булгакова, при сватовстве: «Марья Ивановна сказала, как Наташа хочет, а Наташа — как вам, маменька, угодно. Только вышло угодно всем трем, и по рукам... Вчера собирали город смотреть приданое; говорят, что великолепно, а старая Офросимова даже сказала: ай да Марьища, не ударила лицом в грязь!» Грибоедов изобразил Акинфову в своей комедии «Горе от ума» под именем молодой дамы «Наталья Дмитриевны Горячевой державшей своего мужа, у себя под башамаком». Дети: 
- Елизавета (05.08.1821[4]—17.08.1892; замужем за генерал-лейтенанта Н. И.  Крузенштерном.
- Александр (22.02.1824[5]—06.09.1825[6])
- Софья (24.07.1832—20.09.1834)

Среди прочих наград Ф. В. Акинфов имел ордена:
- Орден Святой Анны 4-й степени (1807 год)
- Орден Святого Владимира 4-й степени с бантом (1812 год)
- Орден Святой Анны 2-й степени (1814 год)
- Орден Святой Анны 1-й степени (1828 год, императорская корона к этому ордену пожалована в 1829 году)
- Золотая сабля с надписью «За храбрость» и алмазными украшениями (1828 год)
- Орден Святого Владимира 3-й степени («за отличия в Турецкой войне 1829 г.»)
- Орден Святого Владимира 2-й степени (1839 год)
- Орден Белого орла (1843 год)
- Орден Святого Александра Невского[7]